# Артемизия I
Артемизия I (на старогръцки: Ἀρτεμισία, на персийски език: آرت, Artemisia I, fl. 480 пр.н.е.) е царица на Халикарнас (днес Бодрум), град на дорийските гърци и карийците в ахеменидската сатрапия Кария и на Кос през 480 г. пр.н.е.
Тя е дъщеря на Лигдамис. Майка е на Писинделис и е негова регентка. След смъртта на нейния съпруг тя поема управлението и се отличава със смелост и геройство.

## Битка при Саламин
Единствена от всички командващи, Артемизия съветва персийския цар Ксеркс I да не встъпва с гърците в битка по море. Въпреки своя съвет, тя приема участие в Битката при Саламин през септември 480 пр.н.е. и се бие на страната на персите и ръководи своите 5 кораба. Тя е единствената жена, командваща войска в морските битки при Артемизион и Саламин.
Ксеркс, наблюдавайки битката от отдалечените хълмове, е горд с храбростта на Артемизия. Съгласно Херодот, Ксеркс казал: „Моите мъже се превърнаха в жени, а жените станаха мъже!“

## След Саламин
След разгрома при Саламин, Артемизия убеждава Ксеркс да се върне в Мала Азия – въпреки съветите на неговия военачалник Мардоний, който счита че Ксеркс трябва да остане. Артемизия получава задачата да се грижи в Ефес за синовете на Ксеркс I. В замяна тя получава изгодни условия от съюза с персите.
Легенда, описана от византийския Патриарх Фотий, гласи: Артемизия страстно се влюбва в мъж на име Дарданий, и когато той я отблъсва, Артемизия, посъветвайки се с оракула, се хвърля от скала в Егейско море. Херодот е по-благосклонен към Артемизия, макар тя да се сражава на страната на персите, възможно заради това че тя, както и Херодот, е родом от Халикарнас.